# A Woman Alone (film fra 1917)
A Woman Alone er en amerikansk stumfilm fra 1917 af Harry Davenport.

## Medvirkende
- Alice Brady som Nellie Waldron
- Edward Langford som Tom Blaine
- Edward Kimball som Rufus Waldron
- Justine Cutting som Samantha
- Arthur Ashley som Stephen Mallery